# Colonne chrétienne de Luoyang
La colonne chrétienne de Luoyang est une colonne votive de la Dynastie Tang, érigée en 814-815, qui porte une longue inscription en langue chinoise datant de la première période d'existence du christianisme en Chine, en lien avec l'Église de l'Orient (Eglise dite "nestorienne").
Cette colonne, découverte en 2006, est à mettre en relation avec la stèle chrétienne de Xi'an et les Ecrits chrétiens de Dunhuang.

## Description
Il s'agit d'une colonne votive octogonale, globalement semblable à un pilier bouddhiste dhārāṇi, un type de sculpture bouddhiste très populaire sous la dynastie Tang.
La partie inférieure du pilier de Luoyang a malheureusement été détruite. La partie supérieure est surmontée d'une pierre ronde ajustée en tenon. La partie restante mesure entre 60 et 85 cm de haut avec des faces de 14cm de large.
Alors que les piliers bouddhistes dharanis sont généralement orné d'une gravure du Bouddha ou de sūtras bouddhistes, les gravures de la colonne de Luoyang sont expressément chrétiennes : outre les inscriptions, six des huit faces sont surmontées d'une sculpture, un ange représenté à la manière des apsaras ou une croix, mesurant environ 13,3 à 14,2 cm de haut et 12,8 à 15 cm de large : on a ainsi par deux fois une croix flanquée d'anges (faces 1-2-3  et 5-6-7), et une face où l'inscription commence au sommet de la colonne.
Le pilier a été érigé en 814-815 CE et déplacé à un autre emplacement en 829 CE, selon ce qui est mentionné dans une partie des inscriptions.

## Les inscriptions
Les inscriptions sont de trois types :
- Précédé par une louange en forme de Trisagion, se trouve un texte intitulé "Livre de la Lumineuse religion de l'Occident sur l'Origine des origines" correspondant à quelques variantes près à un des textes retrouvé à Dunhuang[1] au début du XXe siècle, et qui porte le même titre. Ce texte est toutefois incomplet puisqu'il manque la partie inférieure de la colonne.
- Un texte (à partir de la colonne 22) intitulé "Le récit de la colonne sur le livre de la Lumineuse religion de l'Occident sur l'Origine des origines" indiquant les raisons pour lesquelles cette colonne votive a été érigée.
- Une épitaphe mémorielle dédiée à une certaine Madame An d'origine chrétienne sogdienne et à l'oncle d'un maître décédé.

## Etudes et traductions
- En 2009, Li TANG ("A preliminary study on the Jingjiao inscription of Luoyang") donna en plus d'une analyse détaillée, le texte chinois accompagnée d'une traduction anglaise du texte inscrit sur le pilier de Luoyang, qui corroborait grandement ce que l'on avait du Manuscrit Tonkō-Hikyū no 31.
- En 2022, NICOLINI-ZANI : ("The Luminous Way to the East: Texts and History of the First Encounter of Christianity with China") consacre un chapitre à cette colonne, puis donne une traduction anglaise "Livre de l'Origine des origines" en se basant sur Manuscrit Tonkō-Hikyū no 31 et sur le texte du pilier de Luoyang.
- En 2025, BALMONT : ("Le christianisme chinois du haut Moyen Âge. Recherche historique, philologique et théologique sur les textes chrétiens chinois du VIIe au Xe siècles") donne une traduction française "Classique de l'origine" en se basant sur Manuscrit Tonkō-Hikyū no 31 et sur le texte du pilier de Luoyang.